# IC 3120
IC 3120 — галактика типу S0-a (спіральна галактика) у сузір'ї Волосся Вероніки.
Цей об'єкт міститься в оригінальній редакції індексного каталогу.